# Čepování

Nekrytý spoj na rybinu

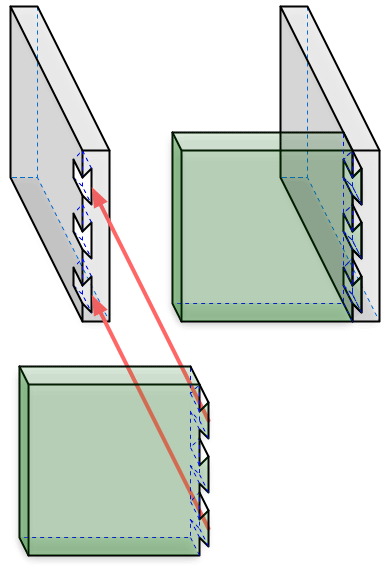
Polokrytý spoj na rybinu

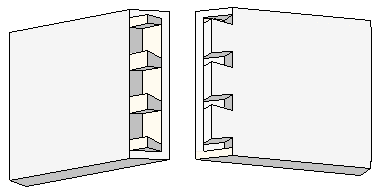
Krytý spoj

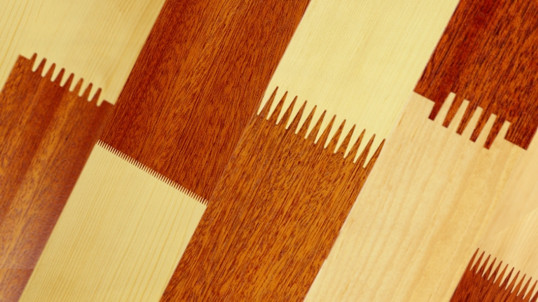
Klínovité čepování jako dekorativní prvek

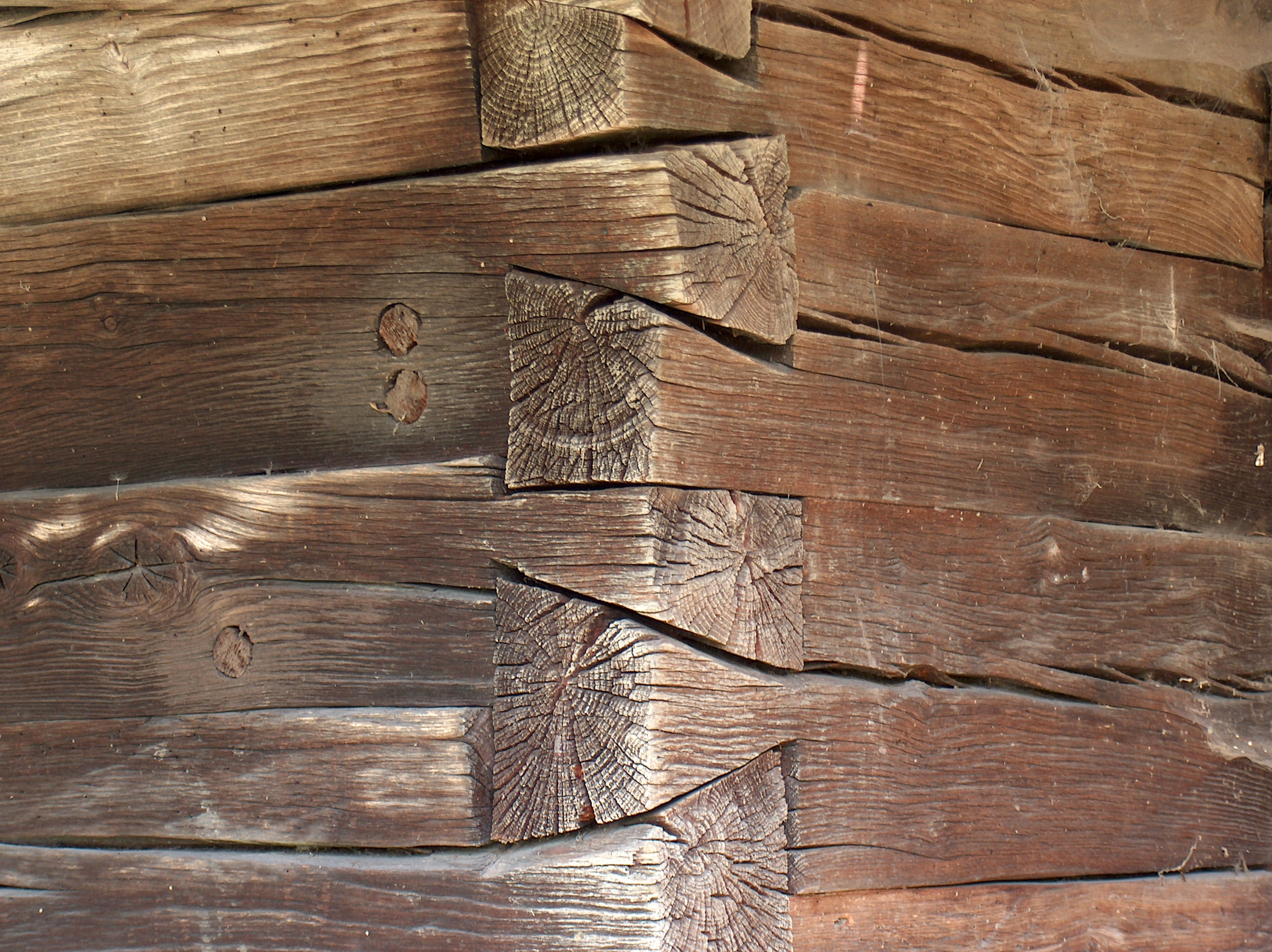
Trámy na kostele Gersa, Rumunsko

Čepování je způsob spojování nejčastěji dřevěných dílů pomocí sdružených čepů a dlabů, které do sebe přesně zapadají. Spoj se zajišťuje lepením (klížením), v tesařství příčným kolíkem nebo kovovým svorníkem. Užívá se v truhlářství, tesařství, řezbářství a podobně.

## Truhlářství
Čepy a dlaby mohou mít tvar pravoúhlých hranolů, které lze do sebe zasunout libovolným směrem, anebo mohou být lichoběžníkovité, které dovolují zasunutí jen jedním směrem. Takové spojení se někdy nazývá cinkování nebo "na rybinu".
Čepováním se díly nejčastěji spojují v pravém úhlu. Čepy a dlaby mohou být uspořádány tak, že jsou viditelné z obou stran (nekryté čepy), jen z jedné strany (polokryté čepy) anebo mohou být z obou stran kryté. Nekryté čepy se dají průběžně frézovat, kdežto polokryté a kryté se musí dlabat. Používaly se jen v náročném truhlářství z masivního tvrdého dřeva, kdežto u dýhovaného nábytku jich nebylo třeba.
Poněkud odlišný způsob čepování se používá k nastavování latí, prken, hranolů nebo spárovek. Do konců obou dílů se vyfrézují klínovité drážky (ozubení), aby se zvětšila lepená plocha. Tento druh řeziva se často označuje přívlastkem „cink“.

### Alternativní spoje
Čepované spoje jsou velmi pevné, ale výrobně náročné. Proto se v současné výrobě často nahrazují například spojením na pero a drážku, kolíkováním nebo jen lepením na tupo.

## Tesařství
U roubených staveb se trámy v rozích spojovaly čepy, často "na rybinu", aby se předešlo jejich posunutí.
V tesařských konstrukcích krovů se trámy tradičně spojují jednoduchým čepem proti rozporu (vidlici) a spoj se zajišťuje kolíkem z tvrdého dřeva, případně kovovým svorníkem s matkami. Šířka středního čepu má být zhruba 3/7 šířky trámu, postranní čepy rozporu pak mají šířku 2/7.